# Antoine de Sartine

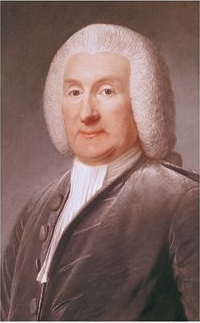
Antoine de Sartine

Antoine Raymond Juan Gualbert Gabriel de Sartine, Comte d’Alby, (* 12. Juli 1729 in Barcelona; † 7. September 1801 in Tarragona) war ein französischer Politiker, der von 1759 bis 1774 Polizeipräfekt von Paris (Lieutenant général de police) und dann Marineminister war.

## Leben und Wirken
Sein Vater war der aus Lyon stammende Finanzier Antoine Sartine (1681–1744).
Die Karriere seines Sohnes in der Pariser Polizeiverwaltung des Ancien Régime trug dem ursprünglich bürgerlichen Sartine das Adelsprädikat ein.
Sartine war Organisator eines engmaschigen Spitzelnetzes zur Bekämpfung revolutionärer Umtriebe zur Zeit der Aufklärung. 1759 wurde er zum Polizeipräfekt von Paris ernannt und war ab 1763 Chef der Zensurbehörde. Von 1774 bis 1780 war er Marineminister (Secrétaire d’État de la Marine).
Sartine emigrierte zu Beginn der Revolution nach Spanien.

## Werke
- Antoine de Sartine: Représentations à Monsieur le Lieutenant Général de Police de Paris sur les courtisanes à la mode et les demoiselles du bon ton. Paris 1762. (Neuausgabe als Mikrofiche, Georg Olms Verlag, Hildesheim 1994–1998, ISBN 3-487-25898-6)